# San Biagio della Pagnotta
San Biagio della Pagnotta ou Igreja de São Brás da Pagnotta, chamada também de San Biagio degli Armeni ou Igreja de São Brás dos Armênios, é uma igreja de Roma na Via Giulia, rione Ponte, perto do Palazzo Sacchetti. É dedicada a São Brás e foi, entre 1833 e 1883, a igreja nacional da comunidade armênia em Roma. O termo "Pagnotta" deriva dos pãezinhos que eram abençoados e distribuídos aos pobres no dia de São Brás (3 de fevereiro). A igreja é chamada de diversos outros nomes em documentos medievais, todos derivados da expressão "de cantu secuta", uma referência a "caput seccutae": no século XIII, "secuta" era o nome popular para a margem do rio Tibre onde hoje está a Via Giulia, repleto de areia e lama deixada pelo rio.

## História
A igreja aparece muitas vezes em catálogos medievais. Ela certamente é anterior ao século X, mas aparece pela primeira vez em uma inscrição de 1072 preservada na própria igreja, que relata que Domenico, abade do mosteiro vizinho (atualmente um hotel), reconstruiu a igreja na época do papa Alexandre II.
A igreja foi novamente reconstruída no século XVIII, incluindo a atual fachada, de Giovanni Antonio Perfetti, que ostenta no topo um afresco de um milagre de São Brás. O interior foi reconstruído na primeira metade do século XIX por Filippo Navone e abriga uma relíquia da garganta de São Brás. Entre as pinturas, estão "Anjos adorando o Santíssimo Sacramento" e "Nossa Senhora da Graça" (1671), ambas de Pietro da Cortona. Em 1836, o papa Gregório XVI cedeu a igreja aos armênios para ser a igreja nacional da comunidade depois que a anterior, Santa Maria Egiziaca, foi desconsagrada no ano anterior.

## Galeria

Imagens da igreja
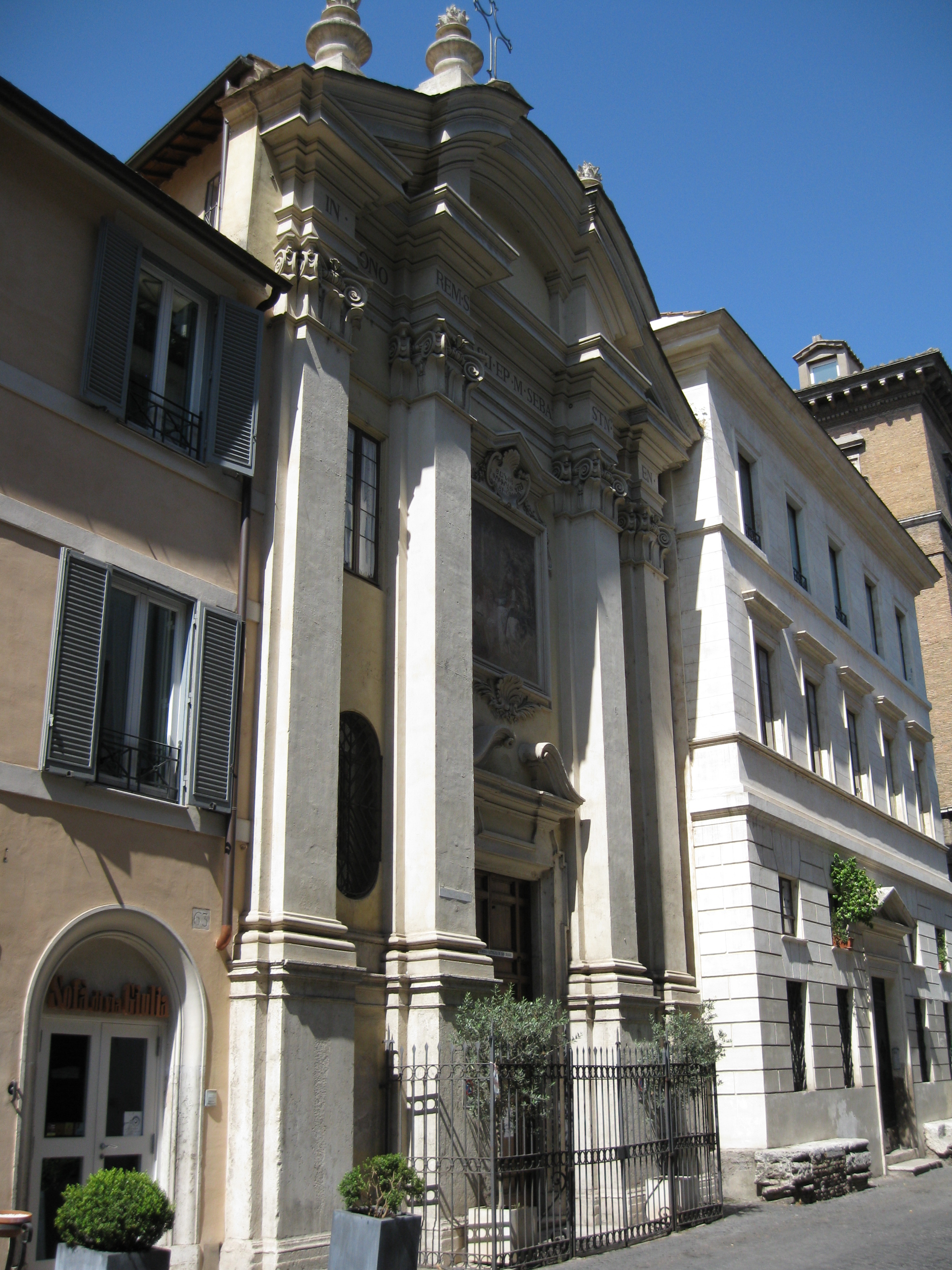
A fachada e o antigo mosteiro vizinho (hoje um hotel).
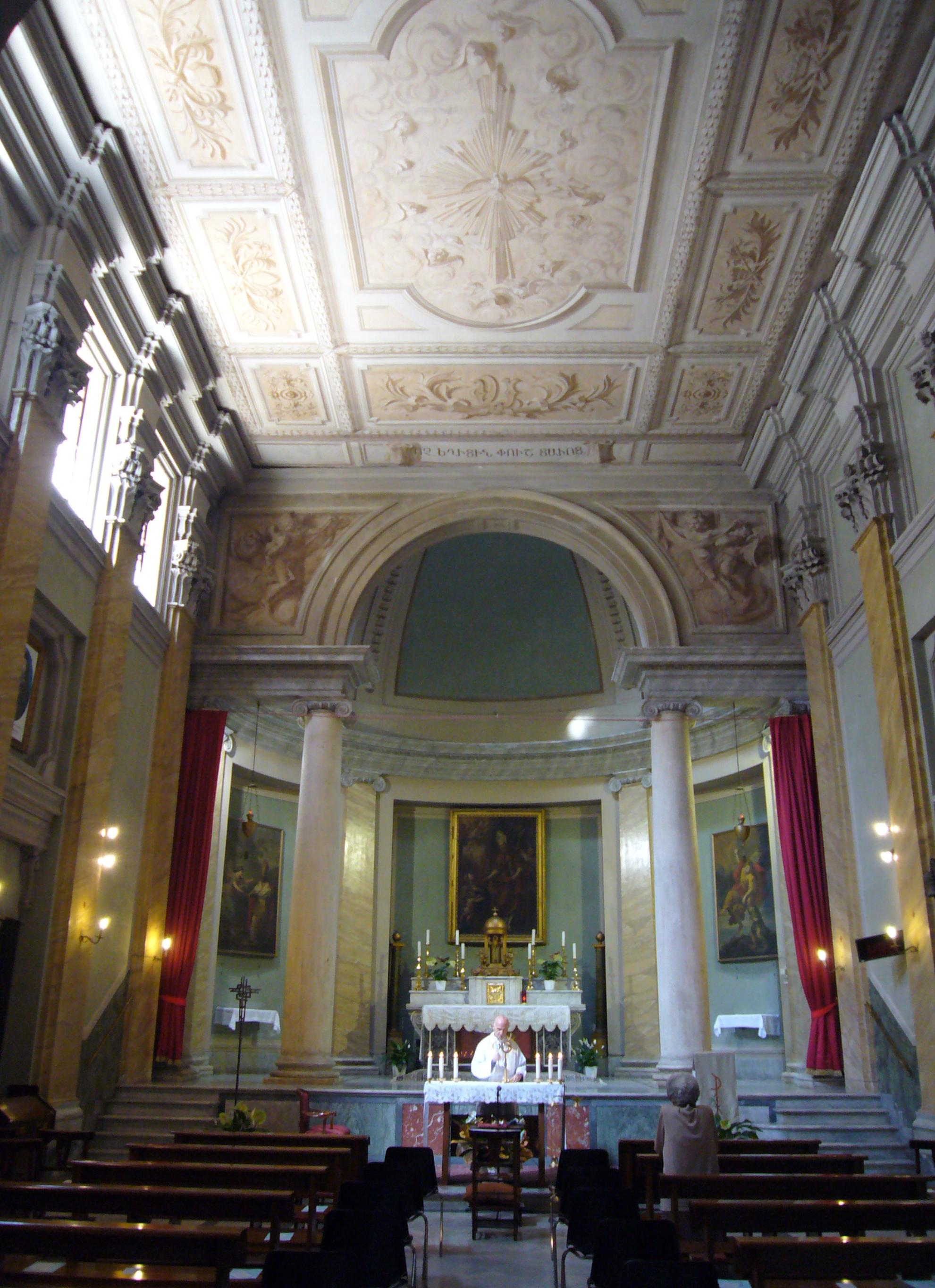
Vista do interior.